# Sondengänger

Sondengänger auf einem Acker

Der Sondengänger ist eine Person, die mit einem Metalldetektor gezielt nach Gegenständen im Boden sucht. Dieser Vorgang wird im Fachjargon unter Sondengängern gerne als sondeln bezeichnet. In Deutschland ist in allen Fällen eine Genehmigung der Grundeigentümer notwendig sowie, abgesehen von Bayern, die der Denkmalbehörde. Des Weiteren stellt sich die Eigentumsfrage an den Funden sowie das Problem der Zerstörung des archäologischen Kontextes. Erst die Berücksichtigung dieses sogenannten Befunds ermöglicht ein historisches Verständnis der Funde. Diese Zerstörung tritt allerdings in der Regel nur durch Raubgräber, sprich Sondengänger ohne Genehmigung auf, da es an Dokumentation mangelt. Außerdem bekommen Archäologen die Objekte, die von Raubgräbern entdeckt werden, nur sehr selten zu Gesicht.

## Anfänge
Entwickelt wurden Metalldetektoren zum Auffinden von Landminen und Munition. Sie wurden von den Armeen in und nach dem Zweiten Weltkrieg im Kampfmittelräumdienst eingesetzt. Anfang der 1960er Jahre wurden in den USA ehemalige Minensuchgeräte von Privatleuten zum Auffinden von verloren gegangenen Wertgegenständen an Badestränden und zum Auffinden von Metallgegenständen in Geisterstädten sowie Schlachtfeldern des Bürgerkriegs benutzt.
Ab den 1960er Jahren wurden erste Metallsuchgeräte zum privaten Gebrauch, zur Schatzsuche (Treasure Hunting) hergestellt. Bekannte Hersteller waren unter anderem Fisher Laboratories, White’s und Garrett.
Die Schatzsuche hielt Anfang der 1970er Jahre Einzug in Europa und verbreitete sich von Großbritannien aus sehr schnell über den Kontinent. Man schätzt die Zahl der Sondengänger und Schatzsucher in Europa auf mehrere hunderttausend.

## Unterschiedliche Ausrichtungen

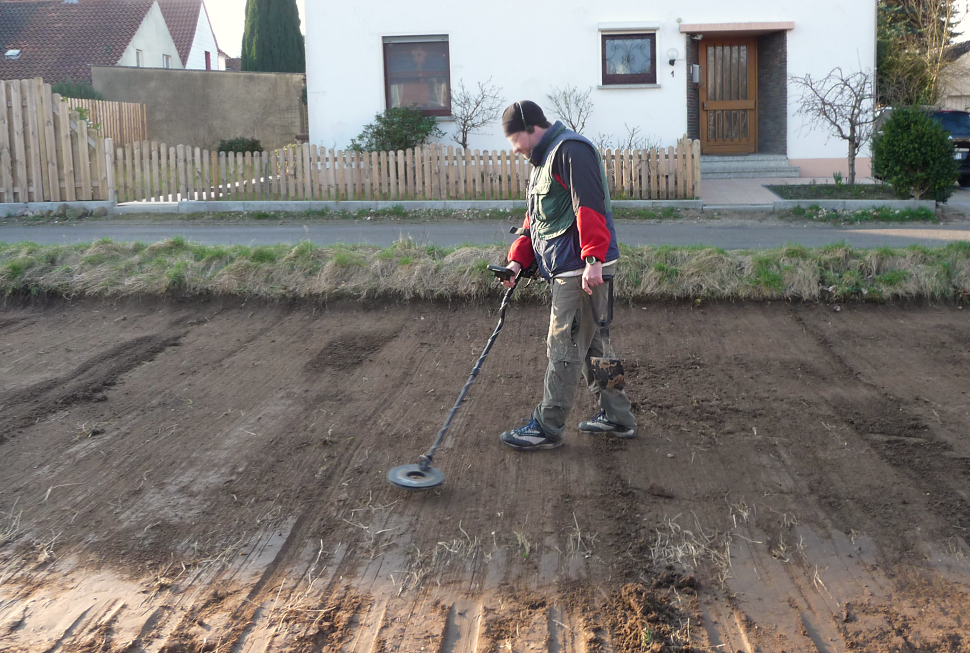
Lizenzierter Sondengänger bei den Ausgrabungen auf dem Areal des Römerlagers Porta Westfalica

Die meisten Sondengänger haben sich auf ein bestimmtes Gebiet spezialisiert. Man unterscheidet zwischen folgenden Zielen:

### Antikensuche
Die Motivation des Antikensuchers geht von der Neugierde und der Suche nach unseren historischen Wurzeln aus. Ziel des Sondengangs ist der Fund von Gegenständen, die vor Hunderten oder Tausenden von Jahren verloren, gezielt in Gräbern hinterlegt oder im Boden deponiert wurden. Die Suche nach bzw. das Entfernen von archäologischem Material durch Graben ist allerdings in gewissem Maße rechtlich reguliert und unterliegt in Deutschland den Denkmalschutzgesetzen der Bundesländer.
Viele „historisch motivierte“ Sondengänger zerstören durch Unkenntnis jedoch mehr von der Geschichte, als sie tragfähige Erkenntnisse gewinnen, die obendrein meist der Öffentlichkeit und Wissenschaft nicht adäquat (nachvollziehbar!) zugänglich gemacht werden (siehe Rechtliche Situation in Deutschland). Fundstellen werden oft verheimlicht oder gar verfälscht.

### Auftragssuche
Hier betätigen sich Besitzer von Metallsuchgeräten damit, für einen privaten oder öffentlichen Auftraggeber Dinge aufzuspüren, die einmal verloren oder bewusst versteckt wurden.
Der Sondengänger kann hier sein langjährig erworbenes Wissen im Umgang mit Metalldetektoren voll ausspielen und somit Dinge wieder erbringen, die für den Auftraggeber sonst für immer verloren wären.

### Gefallenenbergung
Mehr als 800.000 deutsche Soldaten gelten auch noch nach über 70 Jahren nach Ende des Zweiten Weltkriegs als vermisst. Oft blieb den Angehörigen nur die Hoffnung, dass der Suchdienst des Deutschen Roten Kreuzes, der auch bis heute eine intensive Suche nach Vermissten vornimmt, Erfolg hat. Aber auch einige Sondengänger haben in den letzten Jahren private Suchdienste gebildet, die sich mit dem Thema Gefallenenbergung beschäftigen. Dieses Tätigkeitsfeld ist sehr sensibel, da es um die Störung der Totenruhe gehen kann und eine unprofessionelle Bergung von Gegenständen die Chance, das Schicksal von Vermissten aufzuklären, vollends vernichten kann.

### Goldsuche
Manche Detektoristen haben sich auf die Suche nach Naturgold in Form von Nuggets und kleinen Goldflittern spezialisiert. Diese Suche ist vor allem in Australien auf dem Vormarsch.

### Meteoritensuche
Die Meteoritensuche erfreut sich seit einigen Jahren einer wachsenden Beliebtheit. Der Fall (so nennt sich die Beobachtung eines Meteoriten-Niederganges) wird häufiger als früher entdeckt. So wird der Himmel nunmehr seit Jahren vom Europäischen Feuerkugelnetz systematisch in Augenschein genommen.
Besondere Aufmerksamkeit erhielt der Fall und der Fund des Neuschwansteinmeteoriten. Er wurde größtenteils durch Hobbyforscher geortet, von Meteoritenforschern ausgewertet und an die bayerische Regierung verkauft. Herr Grau, einer der Finder, ist sogar aus seinem Studium ausgestiegen und fahndet professionell nach weiteren deutschen Meteoriten.

### Militaria
Ein großer Teil der Sondengänger in Deutschland beschäftigt sich ausschließlich mit der Suche nach Hinterlassenschaften der beiden Weltkriege (Orden, Ausrüstungs- und Uniformteile), den so genannten Militaria. Die Zahl dieser Sucher macht etwa ein Drittel aller Sondengänger aus. Im Gegensatz zur Antikensuche gestaltet sich die Suche nach Weltkriegsrelikten in puncto Recherche wesentlich einfacher. Fast überall in Deutschland haben die Weltkriege ihre Spuren hinterlassen. Schützenlöcher, Bunker, Deckungsgräben und natürlich Erzählungen von Zeitzeugen sind einfache Hinweise.

### Neuzeitsuche
Einigen Sondengängern, die den vermeintlichen Aufwand eines Genehmigungsverfahrens scheuen, scheint die Suche nach neuzeitlichen Relikten eine interessante und unkomplizierte Alternative zu sein. In den allermeisten deutschen Bundesländern machen die Denkmalschutzgesetze aber keinen Unterschied zwischen Suchen nach neuzeitlichen und mittelalterlichen oder noch älteren Gegenständen. Tatsächlich liegen nämlich archäologische bedeutsame Stellen nicht selten auf den gleichen Flächen wie neuzeitliche Fundplätze.

### Schatzsuche
Unter der klassischen Schatzsuche ist die gezielte Suche nach verlorenen bzw. versteckten Werten zu verstehen. Hierbei geht meist eine intensive Recherche voraus, wobei der Detektor schließlich zur Punktortung des Schatzes dient. Zu nennen ist hier z. B. die Suche nach verschollenen Kriegskassen, dem Nibelungenschatz oder von den Nationalsozialisten angeblich verstecktem Gold.

### Unterirdisches
In den letzten beiden Weltkriegen wurden auch auf deutschem Boden Tausende von unterirdischen Anlagen und Stollensystemen gebaut. Meist wurden diese zur Produktion kriegswichtiger Güter verwendet oder aber zum Schutz der Zivilbevölkerung.

### Unterwassersuche
Die Suche mit Metalldetektoren unter Wasser beschäftigt sich mit allen Fundobjekten, die unter der Wasseroberfläche erhalten geblieben sind. Das können z. B. verlorene Einzelgegenstände sein, aber auch komplette Schiffswracks.

### Strandsuche
Als Strandsuche wird die Absuche von Strand und Ufer nach Schmuck, Kleingeld etc. bezeichnet. Funde fielen hier früher unter das Strandrecht; inzwischen gelten die allgemeinen Bestimmungen für Funde.

### Winter-Sondeln
Auch Schnee-Sondeln genannt, ist eine Suche in Schnee oder Eis. Dabei wird entweder in der Erde unter dem Schnee gesucht oder im Schnee selbst, und über einer Eisfläche. Bei der Suche in der meist gefrorenen Erde wird die Schneedicke vom Radius des Detektors abgezogen. Die Suche im Schnee erfolgt meist an Skipisten und verschneiten Wegen. Da die meisten Detektoren wasserdicht sind, überstehen sie auch ein Eintauchen direkt in den Schnee.

## Ausrüstung
- Metalldetektor
- Grabewerkzeuge (Feldspaten, Pickel, Siebe, Grabungsmesser, Fundtasche)
- GPS zur Fundortkoordinatenspeicherung
- Schreibmaterial und Foto zur Dokumentation der Fundstelle
- Genehmigung der Denkmalpflegebehörden
- Pin Pointer zur kleinteiligen Bestimmung des Lagerungsortes innerhalb der Grabungsstelle

## Gefahren
Die Suche mit einer Metallsonde birgt verschiedene Gefahren und Probleme. Sondengänger können beispielsweise beim Fund von Kampfmitteln zu Schaden kommen oder gefährden bei deren (illegalem) Transport und Lagerung Dritte. Beim Fund von Kampfmitteln (Munition, Waffen etc.) besteht in allen deutschen Bundesländern Meldepflicht.

## Rechtliche Situation in Deutschland
Die rechtliche Situation ist in allen deutschen Bundesländern durch Denkmalschutzgesetze geregelt. Für die gezielte Suche nach Bodendenkmälern und vor allem das Graben auf solchen ist eine Grabungsgenehmigung erforderlich, ansonsten drohen empfindliche Strafen. In einigen Bundesländern gilt es schon als Ordnungswidrigkeit, wenn man billigend in Kauf nimmt, auf Bodendenkmäler zu stoßen. Die Genehmigung wird von den unteren oder oberen Denkmalschutzbehörden oder den Landesdenkmalämtern erteilt und ist an Auflagen gebunden. In Baden-Württemberg hat das Referat Denkmalpflege des Wirtschaftsministeriums für Sondengänger ein Faltblatt herausgegeben. In Hessen hat das Landesamt für Denkmalpflege Hessen in Zusammenarbeit mit der AG Raubgrabung des Hessischen Landeskriminalamts die dortige Rechtslage ebenfalls in einem Faltblatt erläutert.
Nur in Bayern gehören die von Sondengängern entdeckten Funde gemäß § 984 BGB je zur Hälfte dem Entdecker und dem Grundeigentümer. In allen anderen Bundesländern gilt jedoch ein Schatzregal, nach dem derartige Funde an das Bundesland ohne Entschädigung des Grundstückseigentümers sowie des Finders fallen. In einigen Bundesländern (z. B. Hessen und NRW) erhalten die Finder allerdings eine Belohnung. Alle geschichtlichen und archäologischen Funde (dazu gehören in einigen Bundesländern auch bereits Relikte aus beiden Weltkriegen) sind nach den Denkmalschutzgesetzen den Denkmalbehörden zu melden.

Sondengänger auf einer Wiese

Ungenehmigte Nachforschungen und Grabungen auf Bodendenkmälern werden als Raubgrabungen bezeichnet. Sie verstoßen nicht nur gegen das Denkmalrecht, sondern erfüllen in der Regel auch den Tatbestand der Unterschlagung und eventuell den der gemeinschädlichen Sachbeschädigung.
Motivation für solche Raubgrabungen ist meist, sich durch einen Verkauf der Funde zu bereichern oder die Funde in die eigene Privatsammlung aufzunehmen. Zudem können die Gebeine von gefallenen Soldaten aufgrund ihrer metallischen Erkennungsmarken und verschiedener Ausrüstungsgegenstände aufgespürt werden, was gegebenenfalls eine Störung der Totenruhe darstellen kann. Zwar gibt es gekennzeichnete Kriegsgräberstätten, doch bei der Vielzahl der Toten sind Zufallsfunde nicht ausgeschlossen. In Deutschland gibt es hierfür keine begrenzte Ruhefrist.
Der bislang bekannteste Fall einer Raubgrabung mit Hilfe von Metalldetektoren ist jener der Himmelsscheibe von Nebra, bei dem die archäologische Untersuchung erst hinterher stattfinden konnte. In anderen Fällen sind illegale Sondengänger unterwegs, nachdem archäologische Entdeckungen bekannt wurden, wie zum Beispiel 2015 beim Römischen Marschlager von Wilkenburg. Zwar sind nicht immer Fundstücke von finanziellem Wert zu erwarten, die Stücke selbst sind in ihrem Fundzusammenhang aber für die Forschung von großer Bedeutung.

### Sondengänger als Partner der Archäologie
Sondengänger mit einer Grabungsgenehmigung oder Beauftragung können durch die Meldung von unbekannten Bodendenkmälern und das Erbringen neuer Erkenntnisse zu bekannten Bodendenkmälern wertvolle Arbeit für die Denkmalpflege leisten. Hier zu nennen ist die Entdeckung des Römerlagers in Porta Westfalica-Barkhausen, das mittelbronzezeitliche Schwertgrab von Minden-Päpinghausen oder das Schlachtfeld bei Kalkriese.

### Suchgenehmigungen
In Niedersachsen wurde durch die Novellierung des Niedersächsischen Denkmalschutzgesetzes im Jahre 2011 die Suche nach archäologischen Funden mit Metalldetektoren genehmigungspflichtig. Seit 2012 bietet das Niedersächsische Landesamt für Denkmalpflege regelmäßig Theorie- und Praxiskurse zum Einsatz von Metallsonden zur Suche nach Bodendenkmalen an. Mit dieser Qualifizierung können die Teilnehmer bei einer unteren Denkmalschutzbehörde eine Suchgenehmigung beantragen. In Niedersachsen besitzen mit Stand 2018 rund 300 Sondengänger eine Genehmigung der Denkmalbehörden. In Rheinland-Pfalz Nord beispielsweise muss man eine gewisse Anzahl an Vorträgen der Landesarchäologie als Fortbildung besuchen, um seine Nachforschungsgenehmigung, kurz NfG, verlängert zu bekommen. In Schleswig-Holstein muss ein entsprechender Zertifizierungskurs vom Archäologischen Landesamt Schleswig-Holstein besucht werden. In Bayern unterliegt die Suche mit der Metallsonde nicht generell einer Erlaubnispflicht, es gelten jedoch zahlreiche gesetzliche Bestimmungen insbesondere die Vorgaben des Bayerischen Denkmalschutzgesetzes.

## Rechtliche Situation in Österreich

### Allgemeines
Um in Österreich rechtmäßig der Metallsuche nachgehen zu können, sind einige gesetzliche Verpflichtungen zu beachten und bestimmte gesetzliche Verbote bzw. Gebote unbedingt einzuhalten. Unbedingt erforderlich für eine rechtmäßige Metallsuche ist die Zustimmung des Grundeigentümers und bei Entdeckung von Fundgegenständen die Erstattung einer allgemeinen Fundmeldung gem. § 390 ABGB bei der örtlich zuständigen Gemeindeverwaltung.
Unter gewissen Umständen sind zudem gewisse Bestimmungen des Denkmalschutzgesetzes (DMSG, BGBl. I Nr. 41/2024) zu beachten, insbesondere die Genehmigungspflichten der §§ 5 und 10 (1 und 2) samt den Folgebestimmungen des § 11, die Meldepflicht von Zufallsfunden von archäologischen Denkmalen des § 8 (1–3) sowie deren Rechtsfolgen nach § 9 DMSG. Ebenfalls unter gewissen Umständen zu beachten sind die Bestimmungen der 9 Landesnaturschutzgesetze, des § 42 (2 und 4) Waffengesetzes bei der Entdeckung von Waffen bzw. Kriegsmaterial und diverse (z. B. militärische) Sperr- oder Schutzgebiete.

### Zustimmung des Grundeigentümers
Um rechtmäßig der Metallsuche nachzugehen, braucht man immer die Zustimmung des Grundbesitzers. Es genügt im Prinzip zwar eine mündliche Zustimmung, idealerweise lässt man sich diese Zustimmung aber schriftlich geben, um nötigenfalls nachträglich beweisen zu können, dass man sie auch wirklich hatte. Diese Verpflichtung gilt sowohl für privaten als auch für öffentlichen Grund (z. B. Spielplätze, öffentliche Wege, Gemeindewiesen, Wald im Bundeseigentum etc.). Bei öffentlichem Grund ist die Zustimmung der zuständigen Verwaltungseinrichtung (z. B. Gemeindeverwaltung) einzuholen.

### Fundmeldung an die örtliche Gemeindeverwaltung
Wird ein beweglicher Fundgegenstand entdeckt, dessen Eigentümer der Finder nicht kennt, muss dieser gem. § 390 ABGB der zuständigen Fundbehörde (§ 14 Abs. 5 SPG) unter Abgabe der Fundsache „unverzüglich“ angezeigt werden.
Die zuständige Fundbehörde für solche Fundmeldungen ist die örtlich zuständige Gemeindeverwaltung, d. h. das Fundbüro am Gemeinde- bzw. Magistratischen Bezirksamt (bzw. wenn es kein eigenes Fundbüro gibt, dann der für Fundmeldungen zuständige Mitarbeiter des Gemeindeamtes, wenn niemand sonst: der Bürgermeister). Unverzüglich bedeutet ähnlich wie in Deutschland: spätestens an dem der Auffindung folgenden nächsten Werktag.
Der Fundgegenstand verbleibt dann gem. § 395 ABGB, wenn er weniger als € 100,- wert ist ein halbes Jahr, wenn er mehr wert ist ein Jahr lang bei der Fundbehörde. Meldet sich in dieser Frist kein Eigentümer der Fundsache, wird diese normalerweise an den Finder ausgefolgt (eventuell nur: wenn er sie binnen einiger Wochen Frist zurückverlangt).
Vorausgesetzt, der Finder hat beim Suchen nach dem Fund und bei der Fundmeldung rechtmäßig gehandelt, geht nach Ablauf dieses Jahres die Fundsache entweder in das hälftig geteilte Eigentum von Finder und Grundeigentümer oder in das alleinige Eigentum des Finders über. Die Fundeigentumsteilungsregel des § 399 ABGB kommt zur Anwendung, wenn es sich bei dem Fundgegenstand um „Geld, Schmuck oder andere Kostbarkeiten“ handelt; d. h. um wirtschaftlich oder aus anderen Gründen (z. B., weil es sich dabei um ein archäologisches Denkmal iSd § 8 Abs. 1 DMSG handelt) wertvolle Sachen. Alle geringwertigen Sachen gehen hingegen gem. § 395 bzw. 397 ABGB in das alleinige Eigentum des Finders über.

### Metallsuche auf denkmalgeschützten archäologischen Denkmalen
Eine Metallsuche auf denkmalgeschützten archäologischen Denkmalen ist nur mit Genehmigungen gem. §§ 5 und 10 (2) DMSG durch das Bundesdenkmalamt erlaubt. Diese Genehmigungen können jedem erteilt werden, werden aber nur in seltenen Ausnahmefällen tatsächlich erteilt; die Leitung einer genehmigten Nachforschung muss gem. § 10 (5) DMSG ein graduierter Archäologe übernehmen. Ob ein Grundstück unter Denkmalschutz steht ist im Grundbuch vermerkt.
Ohne diese Genehmigungen ist die Metallsuche auf denkmalgeschützten archäologischen Denkmalen verboten. Zuwiderhandlungen gegen dieses Verbot können gem. § 37 (1 und 3) DMSG mit Geldstrafe bis zu 360 Tagessätzen (einkommensabhängig zwischen € 1.440,- bis zu € 1,8 Millionen) und gem. § 126 (1 Z3) StGB als schwere Sachbeschädigung mit bis zu zwei Jahren Haft bestraft werden.

### Metallsuche mit Denkmalentdeckungszweck
Wer bei einer Metallsuche an nicht denkmalgeschützten Stellen gezielt archäologische Denkmale entdecken will, braucht dafür eine Genehmigung gem. § 10 (1) DMSG. Eine solche Genehmigung kann gem. § 10 (3) von jeder Person beantragt werden, die ein berechtigtes (z. B. zivilrechtliches oder wissenschaftliches) Interesse wahrnimmt; kann allerdings gem. § 10 (5) DMSG nur erteilt werden, wenn die geplante Nachforschung von einem graduierten Archäologen geleitet wird. Dieser Archäologe kann dann im Rahmen der Genehmigung allerdings beliebige Personen als Mitarbeiter einsetzen, auch Metallsucher. Will man also als Metallsucher gezielt Denkmale finden, braucht man dafür einen Vertrauensarchäologen, der die Nachforschung zu leiten bereit ist und nach Vorliegen der Genehmigung den Metallsucher mit der eigentlichen Durchführung der Feldarbeit beauftragt.
Gezielt nach archäologischen Denkmalen zu suchen bedeutet, dass man entweder schon weiß, dass sich dort, wo man sucht, tatsächlich archäologische Denkmale befinden, oder wo man aufgrund konkreter Hinweise auf deren dortiges Vorkommen mit der Entdeckung von archäologischen Denkmalen bei der Metallsuche wenigstens rechnen muss. Das BDA legt das derzeit so aus, dass die Metallsuche auf bekannten archäologischen Fundstellen (die nicht unbedingt auch ein archäologisches Denkmal iSd § 8 Abs. 1 DMSG sind) der Genehmigungspflicht des § 10 (1) DMSG unterliegt, auch wenn die betreffende Fundstelle nicht unter Denkmalschutz steht. Ob ein Grundstück eine bekannte archäologische Fundstelle enthält, kann man inzwischen in den meisten Bundesländern im jeweiligen Landes-GIS bzw. elektronischen Atlas herausfinden.
Ohne eine Genehmigung gem. § 10 (1) DMSG ist die gezielt auf die Entdeckung von archäologischen Denkmalen gerichtete Metallsuche verboten. Zuwiderhandlungen gegen dieses Verbot können gem. § 37 (3 Z2) DMSG mit einer Geldstrafe bis zu € 25.400,- bestraft werden, die Strafe für Ersttäter liegt derzeit gewöhnlich bei ca. € 1.000,-.

### Keine Genehmigung des BDA erfordernde Metallsuchen
Keiner Genehmigung des BDA (aber trotzdem der Genehmigung des Grundbesitzers) bedarf man für Metallsuchen abseits denkmalgeschützter archäologischer Denkmale und mutmaßlich (iSd § 8 (1) DMSG) bedeutender archäologischer Fundstellen, bei denen man nicht gezielt nach archäologischen Denkmalen sucht. Die gewerbsmäßige Auftragssuche nach verlorenen Metallgegenständen ebenso wie die Reinigung von Feldern und Wäldern von unerwünschten Metallschrott oder auch die Suche nach Meteoriten, Goldnuggets usw. ist daher auch ohne Genehmigung des BDA (aber nur mit Genehmigung des Grundbesitzers) erlaubt, solange sie nicht auf denkmalgeschützten archäologischen Denkmalen oder mutmaßlich (iSd § 8 (1) DMSG) bedeutenden archäologischen Fundstellen stattfindet.

### Denkmalrechtliche Fundmeldepflicht
Findet man bei der Metallsuche ein sogenanntes archäologisches Denkmal (einen beweglichen oder unbeweglichen Gegenstand unter oder auf der Erd- bzw. Wasseroberfläche, der von geschichtlicher, künstlerischer oder sonstiger kultureller Bedeutung ist), muss man diesen gem. § 8 (1) DMSG „unverzüglich“ (= spätestens am dem Tag der Auffindung folgenden Werktag) bei einer der zuständigen Meldestellen (BDA, öffentlich zugängliches Museum, örtlich zuständige Polizei oder örtlich zuständige Bezirks- oder Gemeindeverwaltung) anzeigen. Archäologische Denkmale sind z. B. römische Helme, Bronzebeile, Schwerter usw., sofern sie von geschichtlicher, künstlerischer oder sonstiger kultureller Bedeutung sind.
Funde von unbeweglichen archäologischen Denkmalen (z. B. Gräbern etc.) sind gem. § 9 (1) DMSG für wenigstens 5 Werktage ab Einlangen der Fundmeldung beim BDA unverändert an Ort und Stelle zu belassen. Bewegliche Fundgegenstände, die an der Fundstelle abhandenkommen könnten, sind hingegen vom Finder in sicheren Gewahrsam zu nehmen (d. h. zu bergen) und ebenfalls für wenigstens 5 Werktage ab Einlangen der Fundmeldung beim BDA unverändert zu verwahren (bzw. dem Fundbüro bei der Gemeinde zu übergeben und von diesem unverändert zu verwahren).
Erklärt das BDA binnen dieser fünf Werktage gem. § 9 (2) DMSG, dass die geschichtliche, künstlerische oder sonstige kulturelle Bedeutung dieser archäologischen Funde zumindest wahrscheinlich ist, sind unbewegliche archäologische Denkmale weitere 8 Wochen unverändert zu belassen bzw. bewegliche Fundgegenstände unverändert zu verwahren. Binnen dieser Frist kann das BDA eine bescheidmäßige Unterschutzstellung gem. § 3 (1) DMSG der unbeweglichen oder beweglichen Funde verfügen. Erklärt das BDA nicht binnen der fünf Werktage gem. § 9 (2), dass die geschichtliche, künstlerische oder sonstige kulturelle Bedeutung der Funde wenigstens wahrscheinlich ist, handelt es sich bei den betreffenden unbeweglichen oder beweglichen Funden somit nicht um archäologische Denkmale iSd § 8 (1) DMSG, solche bedeutungslosen archäologischen Funde unterliegen damit keiner der Bestimmungen des DMSG (mehr) und dürfen nach Belieben erforscht, ausgegraben oder auch zerstört oder verkauft werden.
Die vorsätzliche Unterlassung der denkmalrechtlichen Fundmeldung oder Erstattung unrichtiger Fundmeldungen sowie die Veränderung von Fundstelle und Fundgegenständen bzw. Unterlassung der Fundbergung gem. § 9 (1) ist gem. § 37 (4 Z 1) mit Geldstrafe bis zu € 5.000, - strafbar.

### Suche in Naturschutzgebieten oder auf Naturdenkmalen
Für die Metallsuche in Naturschutzgebieten oder auf Naturdenkmalen ist gemäß den Bestimmungen der 9 Landesnaturschutzgesetze eine naturschutzrechtliche Genehmigung durch die örtlich zuständige Naturschutzbehörde erforderlich. Die ungenehmigte Suche in Naturschutzgebieten und auf Naturdenkmalen ist in allen 9 Bundesländern verboten und wird mit einer variablen Geldstrafe bestraft.

### Funde von Waffen und Kriegsmaterialien
Funde von Schusswaffen und verbotenen Waffen, sofern es sich dabei nicht um Kriegsmaterial handelt, sind gem. § 42 (2) Waffengesetzes unverzüglich, spätestens aber binnen zwei Tagen, einer Sicherheitsbehörde oder Sicherheitsdienststelle (z. B. Polizei) unter Ablieferung der Waffe anzuzeigen. Dies gilt unabhängig davon, ob die Waffe noch einsatzfähig zu sein scheint oder nicht.
Die Entdeckung von Kriegsmaterialien (alle Arten militärischer Waffen wie Munition, Bajonetten, Karabinern, Maschinenpistolen, Hand-, Werfer- und Geschützgranaten, Bomben usw.), die sich offenbar in niemandes Obhut befinden, ist ohne unnötigen Aufschub einer Sicherheits- oder Militärdienststelle zu melden. Der Fundgegenstand ist keinesfalls zu bergen, sondern unverändert am Fundort zu belassen; für eine allfällige Bergung ist das Verteidigungsministerium (Entminungsdienst) verantwortlich. Der bloße, auch nur fahrlässige, Besitz von Kriegsmaterial (auch nur zeitweilig zum Transport an eine Sicherheitsdienststelle) ist gem. § 50 (1.4) Waffengesetzes mit bis zu zwei Jahren Haft strafbar.

### Suchen in Sperr- und Schutzgebieten
Ausgewiesene (z. B. militärische) Sperr- und (z. B. Wasser-) Schutzgebiete mancher Art (z. B. Wasserschutzgebiete Zone I) dürfen nur mit Bewilligung der zuständigen Stelle betreten werden. Gleichfalls dürfen in manchen solchen Schutzgebieten dauerhafte Aufgrabungen (z. B. Wasserschutzgebiete Zone II) nur mit Bewilligung durch die zuständige Stelle vorgenommen werden. Vor einer Metallsuche in einer als Sperr- oder Schutzgebiet ausgewiesenen Zone sind also vorab wenigstens entsprechende Erkundigungen einzuziehen und gegebenenfalls notwendige Bewilligungen einzuholen.

### Sondengänger in fiktionalen Werken
Die preisgekrönte britische Sitcom Detectorists (2014–2017) zeigt ausführlich die Aktivitäten eines fiktiven englischen Metal Detecting Clubs, in welchem die Protagonisten ihrem zeitintensiven Hobby nachgehen.